# Giulio Sarrocchi
Giulio Sarrocchi (Roma, 24 maggio 1887 – Roma, 18 luglio 1971) è stato uno schermidore italiano, specializzato nella sciabola. Ha vinto una medaglia d'oro (insieme a Bino Bini, Vincenzo Cuccia, Oreste Moricca, Oreste Puliti e Renato Anselmi) ed una d'argento nella scherma ai Giochi olimpici.

## Palmarès

### Risultati élite
In carriera ha ottenuto i seguenti risultati:
Giochi olimpici
Individuale
A squadre
- Oro nella sciabola a Parigi 1924
- Argento nella sciabola ad Amsterdam 1928

Campionati italiani
Individuale
- Oro nella sciabola nel 1925
- Oro nella sciabola nel 1926
- Oro nella sciabola nel 1927

A squadre